# Naegleria fowleri
Naeglerie zhoubná (Naegleria fowleri, slovensky slzovička zhubná)  je jednobuněčný organismus z kmene Heterolobosea, fakultativní parazit, u lidí způsobuje tzv. primární amébovou meningoencefalitidu.
Primárně žije ve sladké vodě, toleruje vysoké teploty až do 45 °C, jaké panují např. v okolí výpustí z elektráren, v termálních pramenech, či v mělkých vodních nádržích během léta.

## Patogeneze

### Životní cyklus v těle

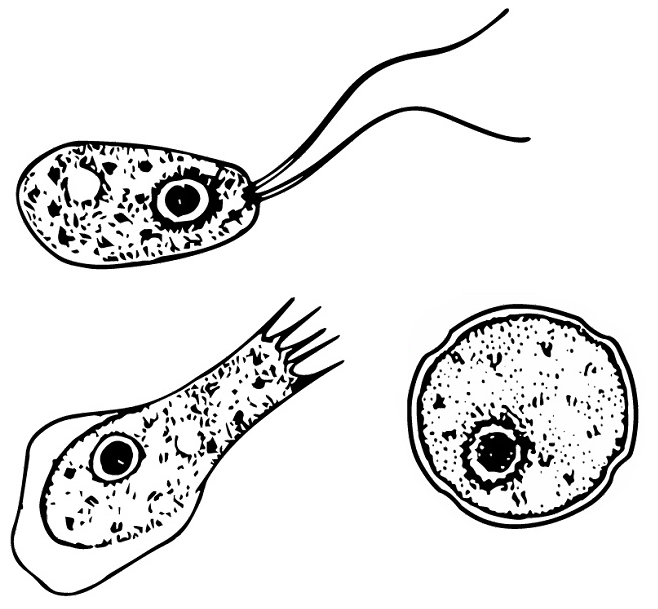
Stádia v životním cyklu prvoka Naegleria

Lidé se mohou nakazit tak, že jim tento prvok pronikne do těla obvykle nosní dutinou, a to v jakémkoliv životním stádiu (v praxi stačí, když se infikovaná voda dostane na nosní sliznici). Po proniknutí do těla následně měňavková stádia prvoka prochází skrz sliznici a podél čichového nervu se dostávají do mozku. Zde způsobují lýzu mozkových buněk a zánět, brzy poté kóma a smrt.

### Epidemiologie
Ze všech případů, které byly zaznamenány, se jen několik podařilo vyléčit antimykotiky (amfotericin B). Navzdory úsilí o nalezení účinného antiparazitika je průměrná úmrtnost na tuto chorobu 98 % a zbylá 2 % se často potýkají s trvalými následky. Světově největší epidemie se odehrála v letech 1963–1965 v Ústí nad Labem – tehdy všech 16 mladých lidí, kteří se nakazili v plaveckém bazénu, zemřelo. Na Ústecku došlo k ojedinělému úmrtí také v roce 1984, kdy se nezletilý chlapec nakazil při koupání ve výpusti chladicí vody elektrárny v Prunéřově. Mezi lety 2007–2018 byly několika amatérskými mikrobiology améby identifikovány v některých tůních na Třeboňsku, v Lipně, v Máchově jezeře a v okolí přehrady Nové Mlýny. Od té doby žádné rozsáhlé studie zaměřené na výskyt Naegleria fowleri provedeny nebyly.
Možnost nákazy je při plavání ve sladkých vodách (jezera, řeky, rybníky). Protože je tento parazit termofilní (nejlépe se rozmnožuje v teplém prostředí), nejvyšší výskyt lze v České republice předpokládat od června do srpna. Je doporučováno vyvarovat se koupání v rizikových oblastech. V USA v roce 2016 bylo úspěšně léčeno několik pacientů novým antiparazitikem Impavido (miltefosin) od farmaceutické společnosti Profounda Inc. Velmi důležitá je ale včasná diagnóza (test na přítomnost améby), jinak dochází k nevratnému poškození mozku. Symptomy nákazy ze začínají projevovat v prvním až devátém dni po expozici a projevují se bolestmi hlavy, horečkou, nevolností a zvracením, přičemž v počátečním stadiu mohou být zaměněny za meningitidu. Nakažený umírá mezi prvním a 18. dnem po prvních příznacích.
Roku 2020 byl výskyt améby Naegleria fowleri diagnostikován u šestiletého chlapce z Lake Jackson v Texasu a následně osm měst zásobovaných ze stejného zdroje vyhlásilo stav nebezpečí. Onemocnění je poměrně vzácné, ale nakažení umírají v průměru během pěti dnů. Ze 145 lidí infikovaných mezi lety 1962–2018 přežili pouze čtyři.
V roce 2025 na nákazu amébou zemřel chlapec na Slovensku.